# عصر یخبندان: ظهور دایناسورها
عصر یخبندان: ظهور دایناسورها (به انگلیسی: Ice Age: Dawn of the Dinosaurs) فیلمی پویانمایی کمدی ماجراجویی آمریکایی محصول سال ۲۰۰۹ است که توسط بلو اسکای استودیو تولید و توسط فاکس قرن بیستم توزیع شده است. این فیلم دنباله عصر یخبندان: ذوب (۲۰۰۶) و سومین قسمت از مجموعه فیلم‌های عصر یخبندان است. این فیلم توسط کارلوز سالدانیا و با همکاری مایک تورمیر از فیلم‌نامه‌ای توسط مایکل برگ، پیتر آکرمن، مایک ریس و یونی برنر، بر اساس داستانی توسط جیسون کارتر ایتن کارگردانی شده است. ری رومانو، جان لگویزمائو، دنیس لری و کریس وج نقش‌های خود را از دو فیلم نخست و شان ویلیام اسکات، جاش پک و کویین لطیفه نقش‌های خود را از ذوب تکرار می‌کنند. سایمون پگ در نقش یک راسو به نام باک به بازیگران می‌پیوندد. در این فیلم، در حالی که منی و الی در حال آماده شدن برای فرزندشان هستند، سید تنبل زمینی پس از دزدیدن تخم‌های یک تیرانوسوروس ماده، توسط او دزدیده می‌شود و بقیه گله را هدایت می‌کند تا او را در دنیای گمشده گرمسیری که دایناسورها در زیر یخ زندگی می‌کنند، نجات دهند.
این فیلم در ۱ ژوئیه ۲۰۰۹ و اولین فیلم عصر یخبندان و فاکس قرن بیستم بود که به صورت سه‌بعدی اکران شد. این فیلم نقدهای متفاوتی از سوی منتقدان دریافت کرد و ۸۸۶٫۷ میلیون دلار در سراسر جهان فروخت و به سومین فیلم پرفروش سال ۲۰۰۹، پرفروش‌ترین فیلم پویانمایی سال ۲۰۰۹ و پرفروش‌ترین فیلم عصر یخبندان و بلو اسکای استودیو تبدیل شد. دو دنباله، عصر یخبندان: رانش قاره‌ای و عصر یخبندان: مسیر برخورد، به ترتیب در سال‌های ۲۰۱۲ و ۲۰۱۶ منتشر شدند.

## داستان
الی باردار است و این موضوع باعث می‌شود منی به‌شدت تلاش کند تا زندگی را برای او و فرزند آینده‌شان ایمن سازد، زیرا نمی‌خواهد آن‌ها نیز سرنوشتی مشابه همسر و فرزند قبلی‌اش داشته باشند. با این حال، نگرانی‌های بیش‌ازحد منی باعث می‌شود که دیه‌گو احساس دوری کند و به ترک گله فکر کند، زیرا حس می‌کند که غرایز شکارچی بودنش را از دست داده است. از سوی دیگر، سید نگران طرد شدن است و در این میان، سه تخم به‌ظاهر رهاشده را در زیرزمین پیدا می‌کند و تصمیم می‌گیرد آن‌ها را به فرزندی قبول کند. منی به او می‌گوید که تخم‌ها را سر جای خود بگذارد، اما سید این هشدار را نادیده می‌گیرد و از آن‌ها مراقبت می‌کند تا این‌که صبح روز بعد سه تیرانوسوروس کوچک از تخم بیرون می‌آیند. در همین حال، اسکرات با سنجابی دندان‌خنجری پرنده به نام اسکراتی برای به‌دست آوردن بلوطش مبارزه می‌کند.
اگرچه سید تمام تلاش خود را برای تربیت دایناسورها می‌کند، اما رفتار پرجنب‌وجوش آن‌ها باعث وحشت حیوانات کوچک‌تر شده و زمین بازی‌ای را که منی برای فرزندش ساخته بود، تخریب می‌کند؛ این موضوع منی را به‌شدت عصبانی می‌کند. در همین زمان، مادر تیرانوسوروسی که سید تخم‌هایش را برداشته بود، از راه می‌رسد. وقتی سید از بازگرداندن بچه‌های او امتناع می‌کند، مادرش او را همراه با فرزندانش به زیرزمین می‌برد. منی، الی و صاریغ‌ها برای نجات سید آن‌ها را دنبال می‌کنند و متوجه می‌شوند که غاری یخی به یک دنیای گمشده‌ زیرزمینی منتهی می‌شود که دایناسورها در آن زندگی می‌کنند. پس از فرار از یک دایناسور قلمروطلب و پیوستن دوباره به دیه‌گو، آن‌ها توسط دایناسورهای بیشتری محاصره می‌شوند، اما یک راسو یک‌چشم به نام باک آن‌ها را نجات می‌دهد.
باک فاش می‌کند که مدت‌ها در این جنگل زندگی کرده و در حال شکار رودی است، یک باریونیکس آلبینو و هیولاوار که یکی از چشمان باک را از او گرفته است. باک قبول می‌کند که گروه را از میان جنگل به سمت آبشار گدازه هدایت کند، جایی که مادر تیرانوسوروس سید و بچه‌هایش را می‌برد. در همین حال، مادر تیرانوسوروس تلاش می‌کند از شر سید خلاص شود، اما کم‌کم به او علاقه پیدا می‌کند. با این حال، صبح روز بعد، سید از بقیه جدا شده و توسط رودی تعقیب می‌شود. سید موفق به فرار می‌شود، اما روی تخته‌سنگی شناور در رودخانه‌ای از گدازه گرفتار شده و به سمت سقوط از آبشار گدازه پیش می‌رود.
در نزدیکی آبشار، الی دچار درد زایمان می‌شود و در همین لحظه، گروهی از گوانلانگ با ایجاد رانش سنگی او را از بقیه جدا می‌کنند. باک از منی و دیه‌گو می‌خواهد که برای محافظت از الی در کنار او بمانند، درحالی‌که خودش و صاریغ‌ها برای نجات سید می‌روند. دیه‌گو ضمن شکست دادن گوانلانگ‌ها، اعتمادبه‌نفسش را بازمی‌یابد و در عین حال از نظر احساسی به الی کمک می‌کند تا زایمان کند. منی در حالی که سعی دارد خود را به او برساند، سرعت بقیه را کاهش می‌دهد. باک، کراش و ادی با یک گیرنده‌آرواره به سمت آبشار گدازه پرواز می‌کنند، اما گروهی از کتزلکوآتلوس آن‌ها را تعقیب کرده و برای شکار صاریغ‌ها، آن‌ها را مجبور به تغییر مسیر از میان یک دره می‌کنند. پس از شکست دادن کتزلکوآتلوس‌ها، آن‌ها به موقع به آبشار گدازه بازمی‌گردند و سید را نجات می‌دهند. در این میان، بقیه گوانلانگ‌ها شکست می‌خورند و منی درست در لحظه‌ تولد دخترش به الی می‌رسد. او موافقت می‌کند که نام دخترشان را هلو بگذارند. سید از دیدن دوباره‌ دوستانش خوشحال است، اما ناراحت است که نتوانسته از تیرانوسوروس خداحافظی کند.
پیش از ترک جنگل، رودی به گروه حمله می‌کند، اما در نهایت مادر تیرانوسوروس به کمکشان می‌آید، با حمله‌ای قدرتمند، رودی را از یک صخره به پایین پرت می‌کند و گروه را نجات می‌دهد. سید سپس با دایناسورها خداحافظی می‌کند و باک که اکنون بدون هدف مانده، تصمیم می‌گیرد به گروه بپیوندد و در سطح زمین زندگی کند. اما در همین لحظه، صدای غرش دوردستی می‌شنود و متوجه می‌شود که رودی هنوز زنده است. او نظرش را تغییر داده، گروه را راهی خانه می‌کند و مسیر ورود به دنیای گمشده را مسدود می‌سازد. منی و الی با شادی از هلو در دنیای یخ‌زده‌ خود استقبال می‌کنند و دیه‌گو تصمیم می‌گیرد در کنار گله بماند، درحالی‌که باک در دنیای زیرزمینی می‌ماند تا رودی را مهار کند.
در همین حال، اسکرات و اسکراتی که درگیر نبرد خود شده بودند، ناگهان عاشق یکدیگر می‌شوند و تصمیم می‌گیرند با هم در جنگل بمانند. اما اسکراتی به‌تدریج رفتار سلطه‌گرانه‌ای پیدا می‌کند و این باعث می‌شود اسکرات میان او و بلوطش یکی را انتخاب کند. در نهایت، اسکرات بلوط را انتخاب می‌کند، اما اسکراتی او را گرفته و بلوطش را از او می‌گیرد، که منجر به یک درگیری دیگر می‌شود. در این کشمکش، اسکرات به‌طور تصادفی به سطح زمین پرتاب می‌شود، درحالی‌که بلوط و اسکراتی در دنیای دایناسورها گیر می‌افتند.

## بازیگران
- ری رومانو در نقش منی، یک ماموت پشمالو و رهبر گله. همچنین او شوهر الی، بهترین دوست سید و دیه‌گو و پدر هلو است.
- جان لگویزمائو در نقش سید، یک تنبل زمینی و بنیان‌گذار گله. او همچنین بهترین دوست منی و دیه‌گو و پدرخوانده سه بچه دایناسور است.
- دنیس لری در نقش دیه‌گو، یک اسمیلودون و یکی از اعضای گله و بهترین دوست منی و سید.
- سایمون پگ در نقش باک، یک راسوی شکارچی دایناسور که به گله می‌پیوندد.
- کویین لطیفه در نقش الی، یک ماموت پشمالو ماده، همسر منی، مادر هلو و خواهرخوانه کراش و ادی.
- شان ویلیام اسکات در نقش کراش، یک صاریغ، برادر بیولوژیکی ادی و برادرخوانده الی.
- جاش پک در نقش ادی، یک صاریغ، برادر بیولوژیکی کراش و برادرخوانده الی.
- کریس وج در نقش اسکرات، سنجاب دندان‌شمشیری.
- کارن دیشر در نقش اسکراتی، سنجاب دندان‌شمشیری پرنده ماده، عشق و رقیب اسکرات
- فرانک ولکر در نقش ماما، روی و دیگر دایناسورها
- بیل هیدر در نقش آهو
- جین لینچ در نقش مادر سهمگین‌مرغ
- کریستن ویگ در نقش پادگی مادر بیدستر بزرگ
- کارلوز سالدانیا در نقش بچه دایناسورها / پرنده بدون پرواز
- یونیس چو در نقش مدیسون (بیدستر بزرگ دختر)
- میل فلاناگان در نقش مادر موریانه‌خوار
- کریستین پایکز در نقش جانی کوچولو، یک موریانه‌خوار
- سله‌آ لویس در نقش مادر استارت
- رندی تام در نقش دیگر دایناسورها
- دویکا پریک (صداهای اضافی)

## تولید
بلو اسکای تصمیم گرفت که در سومین قسمت عصر یخبندان یک ماجراجویی «چه می‌شد اگر» را دنبال کند، شبیه به یافتن یک میمون غول‌پیکر در کینگ کونگ یا یک شانگری-لا در میان برف. به همین دلیل، دایناسورها به داستان اضافه شدند. طراح شخصیت، پیتر دا سیو، از این تغییر استقبال کرد، زیرا نمی‌توانست پستانداران غول‌پیکر دیگری را برای اضافه شدن به داستان تصور کند. رویکرد «دنیای گمشده» باعث شد که دایناسورها با رنگ‌های متنوعی طراحی شوند، زیرا «لزومی نداشت که دایناسورها فقط قهوه‌ای باشند، و می‌شد با رنگ‌هایشان آزادانه برخورد کرد، چون هیچ‌کس نمی‌داند دقیقاً چه رنگی بودند.» رودی بر اساس باریونیکس طراحی شد، زیرا ظاهر شبیه به تمساحش را دا سیو حتی ترسناک‌تر از تی‌رکس می‌دانست.

## انتشار
عصر یخبندان: ظهور دایناسورها نمایش‌های ویژه‌ای را در روز پدر، ۲۱ ژوئن ۲۰۰۹، در ۳۳۰ سینما در سراسر ایالات متحده به‌صورت اختصاصی در قالب سه‌بعدی برگزار کرد. این تاریخ به دلیل وجود تم پدرانگی در داستان فیلم انتخاب شد. اکران گسترده‌ فیلم در ۱ ژوئیه ۲۰۰۹ انجام شد.
فیلم در سینماهایی که فناوری رئال‌دی سه‌بعدی را داشتند، در این فرمت به نمایش درآمد. با این حال، این موضوع باعث ایجاد حاشیه‌هایی شد، زیرا فاکس اعلام کرد که دیگر هزینه‌ تأمین عینک‌های سه‌بعدی را برای سینماها پرداخت نخواهد کرد.  این تصمیم باعث شد که تعدادی از سینماها تهدید کنند که فیلم را فقط در قالب دو‌بعدی اکران خواهند کرد.

### رسانه خانگی
عصر یخبندان: ظهور دایناسورها در ۲۷ اکتبر ۲۰۰۹ در قالب دی‌وی‌دی استاندارد و بلوری با کیفیت بالا در آمریکای شمالی منتشر شد. دو نسخه‌ دی‌وی‌دی عرضه شد: نسخه تک‌دیسکی و پک دو دیسکی «اسکرات پک» که شامل سه بازی مرتبط با اسکرات بود. نسخه‌ بلوری سه‌دیسکی شامل یک دیسک بلوری، یک دیسک دی‌وی‌دی تک‌دیسکی، یک نسخه دیجیتال، ابزار ساخت کتاب داستان دیجیتال عصر یخبندان، تفسیر کارگردان کارلوز سالدانیا، صحنه‌های حذف‌شده و مستند پشت‌صحنه، دو پویانمایی کوتاه اسکرات به نام‌های دیوانه شده است و زمانی برای بلوط نیست (که هر کدام نخست به صورت رسانه خانگی بر روی فیلم اول و دوم منتشر شده بود) و آموزش طراحی اسکرات توسط فیلم‌سازان.
نسخه‌ بلوری سه‌بعدی نخست به‌طور انحصاری همراه با خرید برخی تلویزیون‌های پاناسونیک بین ۱۶ مه تا ۱۰ ژوئیه ۲۰۱۰ ارائه شد و سپس در ۳۰ اوت ۲۰۱۰ به‌صورت عمومی منتشر شد. همچنین، در ۲۱ سپتامبر ۲۰۱۰، نسخه‌ای سه‌بعدی دی‌وی‌دی در قالب دو دیسک منتشر شد، دیسک اول: نسخه‌ تریوسکوپیک سه‌بعدی (با برجستگی سبز-ارغوانی) و دیسک دوم: نسخه‌ دو‌بعدی معمولی.

## بازخورد

### گیشه
عصر یخبندان: ظهور دایناسورها با فروش ۱۹۶٫۶ میلیون دلار در آمریکای شمالی و ۶۹۰٫۱ میلیون دلار در سایر کشورها، مجموع فروش جهانی ۸۸۶٫۷ میلیون دلار را در مقابل بودجه ۹۰ میلیون دلاری خود به دست آورد. این فیلم سومین فیلم پرفروش سال ۲۰۰۹، پرفروش‌ترین فیلم پویانمایی سال ۲۰۰۹، پرفروش‌ترین فیلم از مجموعه عصر یخبندان و چهاردهمین فیلم پویانمایی پرفروش تاریخ است. همچنین، این فیلم با عبور از در جستجوی نمو، رکورد بالاترین فروش بین‌المللی برای یک فیلم پویانمایی را به نام خود ثبت کرد. عصر یخبندان: ظهور دایناسورها با فروش ۲۱۸٫۴ میلیون دلار در آخر هفته افتتاحیه، رکورد بزرگ‌ترین افتتاحیه برای یک فیلم پویانمایی را به خود اختصاص داد. این رکورد تا سال ۲۰۱۸ پابرجا بود تا اینکه فیلم شگفت‌انگیزان ۲ آن را شکست.

#### آمریکای شمالی
این فیلم در روز افتتاحیه خود، با نمایش در ۴,۰۹۹ سالن سینما، ۱۳٫۸ میلیون دلار فروش داشت. در اولین آخر هفته خود، با فروش ۴۱٫۷ میلیون دلار در رتبه دوم پس از تبدیل‌شوندگان: انتقام فالن قرار گرفت. این کمترین میزان فروش آخر هفته افتتاحیه در بین فیلم‌های عصر یخبندان بود، اما به دلیل اکران در روز چهارشنبه، بخشی از مخاطبان خود را پیش از آخر هفته جذب کرده بود. با این حال، فیلم توانست سومین فیلم پرفروش فاکس در سال ۲۰۰۹ (پس از آواتار و آلوین و سمورچه‌ها: اسکوئیکل) شود. سومین فیلم پویانمایی پرفروش سال ۲۰۰۹ لقب بگیرد. با پیشی گرفتن اندک از قسمت دوم، عصر یخبندان: ذوب که ۱۹۵٫۳ میلیون دلار فروش داشت، به پرفروش‌ترین فیلم این مجموعه تبدیل شود. با این وجود، از نظر تعداد بلیت‌های فروخته‌شده، پایین‌تر از دو فیلم اول عصر یخبندان قرار گرفت.

#### قلمروهای دیگر
در اولین آخر هفته اکران جهانی، فیلم ۱۵۱٫۷ میلیون دلار فروش داشت که این میزان، بزرگ‌ترین افتتاحیه برای یک فیلم پویانمایی در آن زمان بود. پرفروش‌ترین بازارهای خارجی آن پس از آمریکای شمالی، آلمان (۸۲٫۲ میلیون دلار)، فرانسه و منطقه مغرب (۶۹٫۲ میلیون دلار) و بریتانیا، ایرلند و مالت (۵۶٫۹ میلیون دلار) بود. این فیلم پرفروش‌ترین فیلم پویانمایی سال در تمام کشورهای بزرگ بود، به‌جز اسپانیا و استرالیا.

### پاسخ انتقادی
در راتن تومیتوز، فیلم بر اساس ۱۶۵ نقد، امتیاز ۴۶٪ را با میانگین امتیاز ۵٫۴ از ۱۰ کسب کرده است. اجماع منتقدان سایت می‌گوید: «عصر یخبندان: ظهور دایناسورها از پویانمایی عالی بهره می‌برد -- به‌ویژه طراحی دایناسورها فوق‌العاده است -- اما داستان آن خسته‌کننده و یکنواخت است.» در متاکریتیک، این فیلم بر اساس ۲۵ نقد، امتیاز ۵۰ از ۱۰۰ را دریافت کرده که نشان‌دهنده‌ «نقدهای متوسط یا ترکیبی» است. مخاطبانی که توسط سینماسکور مورد نظرسنجی قرار گرفتند، به فیلم نمره‌ "A−" در مقیاس A+ تا F دادند.
راجر ایبرت به فیلم ۳٫۵ از ۴ ستاره داد و نوشت: «عصر یخبندان: ظهور دایناسورها بهترین فیلم در میان این سه‌گانه است و یکی از بهترین نمونه‌های استفاده از فناوری سه‌بعدی در یک فیلم پویانمایی محسوب می‌شود.» کیت فیپس از ای.وی. کلاب به فیلم نمره‌ C+ داد و گفت: «قسمت سوم تعهد خود به دوره‌ تاریخی را کنار می‌گذارد، حرکتی که احتمالاً طرفداران متعصب عصر یخبندان را ناراحت خواهد کرد.» کری ریکی از فیلادلفیا اینکوایرر از تخیل زوس پویانمایی فیلم تعریف کرد، اما داستان یکنواخت و اجرای صوتی بی‌روح را مورد انتقاد قرار داد. جیمز دایر از امپایر به فیلم ۳ از ۵ ستاره داد و آن را «روایت سرگرم‌کننده و پرشتاب» توصیف کرد. او همچنین بازی پگ را ستود اما اضافه کرد که «شخصیت‌های کهنه‌شده از هیجان همیشگی و بازیگوشی داستان کاسته‌اند.»
فیلیپ فرنچ از گاردین نسبت به طنز سطحی فیلم انتقاد داشت و احساس کرد که «اکثر بزرگسالان آن را بیش از حد طولانی خواهند یافت». بن چایلد، نویسنده‌ دیگر گاردین، فیلم را قابل پیش‌بینی دانست. او با وجود تمجید از خط داستانی اسکرات، احساس کرد که «خنده‌های کمی در فیلم وجود دارد و هیچ احساسی از تلاش واقعی تیم سازنده به‌جز تیم پویانمایی دیده نمی‌شود. شما تقریباً از قبل می‌دانید که چه اتفاقی خواهد افتاد و هر شخصیت چه خواهد گفت... در واقع، در مقطعی از فیلم تقریباً داشتم خوابم می‌برد.» ریچارد پروپس نقدی منفی ارائه داد و این قسمت را بدترین فیلم در سری عصر یخبندان دانست. او ضمن تمجید از پویانمایی، شخصیت‌ها و داستان را فاقد جذابیت و درگیرکننده بودن توصیف کرد و گفت: «فیلم هرگز جان نمی‌گیرد و هرگز تأثیرگذار نمی‌شود.» داسکورکارد به فیلم ۳ از ۱۰ ستاره داد و نوشت: «صداپیشگان دیگر مانند سال ۲۰۰۲ محبوب نیستند... در لحظاتی، فیلم تلاش می‌کند تا با شخصیت جدیدی مانند باک یا ستاره‌ همیشگی فیلم‌های صامت، اسکرات، تماشاگران را جذب کند. هرچند که اجرای پرانرژی سایمون پگ در نقش راسوی دیوانه و حضور همیشه جذاب اسکرات سرگرم‌کننده هستند، اما دو شخصیت به‌تنهایی نمی‌توانند این سه‌گانه را از یک شکست در روایت پویانمایی نجات دهند. این دو قطعاً نمی‌توانند ساخت قسمت دیگری از عصر یخبندان را توجیه کنند.»
برخی از انتقادات به پایان‌بندی خط داستانی اسکرات معطوف شده است، جایی که او پس از یک درگیری، هم بلوط و هم اسکراتی را از دست می‌دهد. درو فرایدی این پایان را «طنزی که به جای خنده‌دار بودن، بی‌رحمانه به نظر می‌رسد» توصیف می‌کند و می‌نویسد: «اسکرات از خواسته‌هایش برای عشق چشم‌پوشی می‌کند و برای مدتی خوشحال است و مجازاتی نمی‌بیند. اما کشش بلوط برای او بیش از حد قوی است و در نهایت، عشق را رها می‌کند. و این کار او مجازات می‌شود.» او استدلال می‌کند که این پایان ناامیدکننده‌تر می‌شود، زیرا اسکراتی دیگر در ادامه‌ مجموعه حضور ندارد: «چند دقیقه‌ی آخر 'ظهور دایناسورها' را حذف کنید و تصور کنید که چه پایان باشکوهی می‌توانست داشته باشد!»

### تمجیدات
این فیلم در هشتمین دوره جوایز انجمن جلوه‌های بصری در دو بخش برای «پویانمایی برجسته در یک فیلم پویانمایی» و «شخصیت متحرک برجسته در یک فیلم بلند پویانمایی» نامزد شد.

## عصر یخبندان: ظهور دایناسورها - تجربه چهاربعدی
عصر یخبندان: ظهور دایناسورها - تجربه چهاربعدی یک فیلم ۱۴ دقیقه‌ای چهاربعدی است که در سینماهای چهاربعدی مختلف در سراسر جهان نمایش داده می‌شود. این فیلم نسخه‌ای خلاصه‌شده از عصر یخبندان: ظهور دایناسورها است که با تصویر سه‌بعدی و تأثیرات حسی مانند صندلی‌های متحرک، باد، مه، برف و بوها تجربه‌ای فراگیر را برای مخاطبان فراهم می‌کند. این فیلم توسط سیم‌اکس-ایورکس تولید شده و نخستین نمایش آن در مه ۲۰۱۲ در سالن چهاربعدی باغ‌وحش سن دیگو برگزار شد. از ژوئن ۲۰۱۲، این فیلم در تئاتر راکسی واقع در دنیای فیلم برادران وارنر استرالیا نیز به نمایش درآمد. در ژوئیه ۲۰۱۲، نمایش آن در فلپس آکواریم واقع در آکواریوم شید در شیکاگو نیز آغاز شد.

## بازی ویدئویی
یک بازی ویدئویی تای-این توسط اکتیویژن منتشر شد. این بازی به بازیکنان اجازه می‌دهد تا به عنوان یکی از شخصیت‌های فیلم بازی کنند، دنیای زیرزمینی دایناسورها را کشف کنند و معماهایی را بیشتر از ۱۵ سطح حل کنند.